# Norape jaramillo
Norape jaramillo is een vlinder uit de familie van de Megalopygidae. De wetenschappelijke naam van de soort is voor het eerst geldig gepubliceerd in 1890 door Dognin.